# Fête des sigillaires
Pour les articles homonymes, voir sceau, Style grand sceau et Style petit sceau.
La fête des sigillaires, du latin sigillum — sceaux ou cachets de terre cuite, ou plus sûrement diminutif de signum, statue — était une fête célébrée dans la Rome antique.
Macrobe lui donne une origine religieuse, selon un rite consistant à offrir des figurines en terre cuite sur l'autel de Saturne pour assurer sa protection et celle des siens.
À la fin des Saturnales, les Romains avaient l'habitude d'offrir des cadeaux, en particulier aux enfants : anneaux, cachets et menus objets en terre cuite, d'où le nom donné à cette fête.
Dans son livre Éloge du polythéisme. Ce que peuvent nous apprendre les religions antiques, Maurizio Bettini établit un parallèle entre les statuettes utilisées lors de la fête des sigillaires et les statuettes utilisées pour représenter la crèche de Noël et la naissance de Jésus-Christ.
Cette fête des sigillaires donnait lieu à des festins pour lesquels les maisons étaient décorées de plantes vertes. Elle clôturait les festivités de décembre.